# Venus från Monpazier
Venus från Monpazier är en venusfigurin som upptäcktes i Frankrike.
Venus från Monpazier upptäcktes 1970 vid plöjning av ett fält i Monpazier i Dordogne i sydvästra Frankrike. Den är 5,5 cm hög och snidad i täljsten. Den anses vara 30 000 år gammal.